# Дихлорид-тетраоксид пентартути(II)
Дихлорид-тетраоксид пентартути(II) — неорганическое соединение,
оксохлорид ртути
с формулой Hg5O4Cl2,
золотисто-жёлтые, тёмно-коричневые или чёрные кристаллы,
слабо растворяется в воде.

## Получение
- В природе встречается минерал пинчит — Hg5O4Cl2 [1].

- К горячему (50-55°С) раствору хлорида ртути(II) добавляют раствор тетрабората натрия. Образуются золотисто-жёлтые или тёмно-коричневые кристаллы.

- При нагревании до 180°С светлых кристаллов в ампуле с азотной кислотой образуются чёрные кристаллы.

## Физические свойства
Дихлорид-тетраоксид пентартути(II) образует чёрные кристаллы
ромбической сингонии,
пространственная группа I bam,
параметры ячейки a = 1,1619 нм, b = 0,6105 нм, c = 1,1710 нм, Z = 4
.
Чёрные кристаллы слабо растворяются в воде.